# Área natural protegida Megaparque Bicentenario

El Área Natural Protegida Megaparque Bicentenario es un área protegida de México establecido en 1997. Se localiza en Dolores Hidalgo, Guanajuato y comprende 28.44 ha. Está catalogado en la categoría de parque ecológico. El área es hábitat principalmente de reptiles, pequeños mamíferos y aves, entre las que se encuentran algunas especies migratorias.
El Megaparque Bicentenario presenta un clima templado con lluvias en verano e invierno seco, con una temperatura media anual de 18 °C. Posee una vegetación de tipo matorral xerófilo, vegetación acuática y de ornato. El área pertenece a la subcuenca Río Laja-Peñuelitas, es una zona importante de recarga de los acuíferos subterráneos y cuenta con cinco bordos artificiales para la captación de aguas pluviales, además se realizan trabajos de reforestación con flora local.
Cuenta con espacios deportivos, recreativos, de cultura y educación ambiental como es el Centro Regional de Competitividad Ambiental (CERCA).

## Biodiversidad
|          |
| Mezquite |

|          |
| Huizache |

|              |
| Nopal cardón |

|           |
| Cardenche |

|            |
| Garambullo |

|          |
| Alicante |

|                     |
| Garza dedos dorados |

|                          |
| Caracara quebrantahuesos |

|                        |
| Papamoscas cardenalito |

|                   |
| Liebre cola negra |

## Galería de imágenes
|       |
| Bordo |

|         |
| Sendero |

|             |
| Flora local |

|               |
| Área de pesca |